# Jaroslav Netolička
Jaroslav Netolička, född den 3 mars 1954 i Opava, Tjeckien, är en tjeckoslovakisk fotbollsspelare som tog OS-guld i fotbollsturneringen vid de olympiska sommarspelen 1980 i Moskva.